# Reiyukai
A Reiyukai é uma prática budista de culto aos antepassados, cujo fundador foi o Sr. Kakutaro Kubo em 1920. Naquele tempo o Japão atravessava um período de profundas mudanças sociais. No grande terremoto em Tóquio em 1923, houve um grande crescimento de insegurança na população. Kakutaro Kubo sentiu que, naqueles momentos de crise, as pessoas procuravam encontrar uma maneira de aplicar ordem em suas vidas. Na década de 1920 trabalhou arduamente para comunicar sua filosofia. As idéias da Reiyukai, como auto-resolução dos problemas e tornar a si mesmo o condutor de seu próprio destino, dar esperança àqueles que vivem em pobreza extrema e em desespero. A atitude positiva de Kokutaro Kubo era uma proposta melhor que as filosofias sociais existentes. Muitas pessoas foram atraídas pelas idéias de Kubo e um de seus primeiros seguidores foi Kimi Kotani, a esposa de seu irmão mais velho, Yasukichi Kotani. Kotani trabalhou com Kubo para difundir os ensinamentos da Reiyukai e chegou a ser sua primeira presidente em 1930. Depois da morte de Kubo em 1944, fez crescer a Reiyukai, desejando ampliar o bem estar em toda sociedade e criando diversos programas para a juventude.
Durante as décadas de 1950 e 1960 a Reiyukai concentrou esforços para a expansão de seus programas para a juventude. Kotani acreditava que os jovens de seu país estavam sendo descuidados já que o Japão havia se concentrado em uma competência internacionalmente reconhecida para a modernização e reconstrução pós-guerra. Portanto criou a seção juvenil da Reiyukai em 1954. As instalações do monte Miroku, também conhecido como Mirokusan, um centro de entretenimento para os membros jovens, foi concluído em 1964. Neste mesmo ano, a escola preparatória secundária Meiho, fundada por Kimi Kotani, abriu pela primeira vez suas portas. Kimi Kotani faleceu em 1971, e atualmente é relembrada como fundadora da Reiyukai.
Nos anos 1970, a Reiyukai havia crescido e já consideravelmente muitos de seus membros concluíram que era tempo de sua mensagem se expandir ao exterior do Japão. Em 1972 foi inaugurado um centro nos Estados Unidos, em 1975 no Brasil, Canadá, Filipinas em 1976 e em 1977 no México, Itália e Taiwan. Logo em seguida, em 1978 na Espanha, Reino Unido e Tailândia, seguido mais tarde de Nepal, Paraguai, Coreia, Bolívia, Ceilão, finalmente em 1999. Atualmente a Reiyukai se transformou em uma organização com centros em vários países do mundo e sua meta é permanecer a mesma desde sua fundação por Kokutaro Kubo.